# 18121 Konovalenko
18121 Konovalenko (2000 NF25) là một tiểu hành tinh nằm phía ngoài của vành đai chính.